# Rodrigo Duterte
Rodrigo Roa Duterte, detto Rody o Digong (Maasin, 28 marzo 1945), è un politico filippino, 16º Presidente della Repubblica delle Filippine dal 30 giugno 2016 al 30 giugno 2022, primo mindanaoense a ricoprire tale carica.
Descritto come rappresentante di un populismo autoritario, sin dalla sua elezione Duterte ha avviato una cosiddetta "guerra alla droga" a livello nazionale, che ha portato ad un aumento delle uccisioni extragiudiziarie nell'arcipelago, mentre sul fronte estero ha perseguito una politica più indipendente dagli Stati Uniti d'America e aperto ad altre potenze mondiali quali Cina e Russia.
Nel dicembre 2016, si è piazzato al 70º posto nella classifica delle persone più potenti del mondo secondo Forbes. Nell'ottobre 2021, Rodrigo Duterte ha annunciato che non si sarebbe candidato alla vicepresidenza nelle elezioni del 2022 e che si sarebbe ritirato dalla vita politica.
L'11 marzo 2025 è stato arrestato a Manila dalla polizia nazionale filippina su mandato della Corte penale internazionale con l'accusa di crimini contro l'umanità per la campagna contro il narcotraffico costata la vita a migliaia di persone.

## Biografia

### Le origini e la gioventù
Figlio dell'avvocato Vicente Duterte e dell'insegnante Soledad Roa, Duterte è vissuto nella regione di Davao dove il padre aprì uno studio privato; ha quindi studiato a Davao per poi laurearsi in scienze politiche nel 1968 a Manila e in giurisprudenza nel 1972. Durante gli studi divenne membro del movimento studentesco di sinistra Kabataang Makabayan, i Giovani Patrioti, fondato nel 1964 e i cui principali componenti avrebbero fondato il Partito Comunista delle Filippine. Sempre qui ebbe come professore Jose Maria Sison, futuro capo del CPP e predicatore di ideali comunisti ed anti-statunitensi.
Duterte ha quattro figli, Paolo (1975), Sara (1978), Sebastian (1987) e Veronica (2004), due dei quali attivi in politica: Sara è stata sindaca di Davao e prima donna a ricoprire tale posizione mentre Paolo è stato più volte vicesindaco della città.

## Carriera politica

### L'attività a Davao (1988-2016)
(Rodrigo Duterte, in dichiarazioni rilasciate alla stampa)
A seguito della rivoluzione del Rosario che pose fine alla Presidenza di Ferdinand Marcos nel 1986, Duterte venne nominato vicesindaco della città di Davao. Nel 1988, si candidò con successo per la carica di Sindaco, posizione che avrebbe ricoperto sino al 1998. In una mossa senza precedenti, designò uomini di governo che rappresentavano le minoranze Lumad e Moro, sino ad allora trascurate, instaurando un modello che sarebbe stato in seguito applicato anche in altre parti dell'arcipelago.
Nel 1998, non potendosi candidare per un ulteriore mandato come Sindaco, Duterte venne scelto come rappresentante congressuale per il primo distretto di Davao.
Nel 2001, fu eletto nuovamente Sindaco, imponendosi a grande maggioranza ed occupando tale carica sino al 2010.
Durante il mandato di sindaco di Davao Duterte ha posto particolare attenzione all'ordine pubblico della città: precedentemente nota per l'elevato tasso di criminalità, il Comune ha infatti vissuto sotto il mandato di Duterte un sensibile calo dei reati, divenendo una delle metropoli considerate più sicure al mondo. Duterte è però anche oggetto di pesanti critiche mossegli dalla Commissione dei Diritti Umani delle Filippine e da Amnesty International per aver tollerato numerosi assassinii perpetrati presumibilmente dagli squadroni della morte di Davao (noti localmente come Davao Death Squads oppure DDS) a danno di sospetti criminali. Duterte ha ammesso l'esistenza di tali squadroni e la propria partecipazione ad alcune loro attività per poi ritirare in parte le sue affermazioni.

### La campagna presidenziale del 2016
Il PDP-Laban, partito di Duterte, si è presentato alle elezioni presidenziali del 2016 candidando Martin Diño; pur avendo scelto inizialmente di ricandidarsi solo a sindaco di Davao, Duterte aveva accettato di sostituire Diño in caso di un suo ritiro che poi avvenne il 29 ottobre. 
Dopo un lungo tira e molla, il 21 novembre, in un incontro svoltosi al Collegio di San Beda, Duterte annunciava quindi la propria candidatura alle elezioni del 2016 in sostituzione di Martin Diño, accettando inoltre l'invito da parte di Alan Peter Cayetano (candidatosi vicepresidente) a formare un tandem per le elezioni presidenziali del 2016. Alcuni giorni dopo, il 27 novembre, Duterte presentò il suo certificato di candidatura a presidente, nel quale accettava tra l'altro la nomina ricevuta dal suo partito, il PDP-LABAN. Nel processo, Duterte nominò la figlia Sara come sostituta per la posizione di Sindaco. Il 17 dicembre, la Commissione per le Elezioni approvò ufficialmente la candidatura del sindaco di Davao.

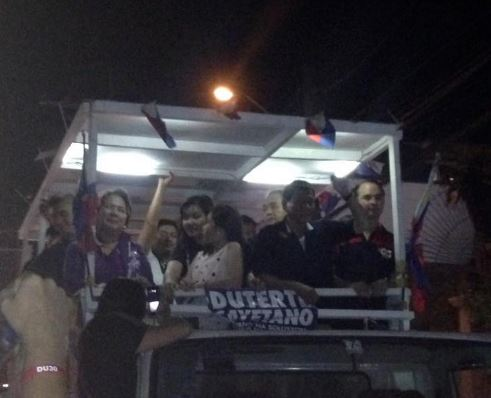
Duterte visita la città di Navotas nel corso della sua campagna presidenziale, 27 aprile 2016

Noto in patria con il soprannome di The Punisher (in italiano il Castigatore), attribuitogli dalla rivista statunitense Time Magazine per via della rigida politica di ordine pubblico e della cosiddetta tolleranza zero applicata nei confronti delle organizzazioni criminali durante i mandati di sindaco nella città di Davao, Duterte aveva acquisito una vasta notorietà in patria. Venne presentato dalla stampa internazionale come il "Donald Trump delle Filippine", benché le affinità col magnate statunitense fossero solo parziali.
A differenza degli altri candidati, Duterte era considerato un outsider, ovvero proveniente da umili origini e non membro dei grandi gruppi familiari che avevano in mano il potere, di cui facevano parte anche ex presidenti come lo stesso Benigno Aquino III. Molti suoi discorsi si focalizzarono proprio su questo aspetto, nonché sulla mancanza di fondi e di macchine politiche del sindaco, a differenza dei suoi rivali. Durante la campagna presidenziale, creò numerose aspettative: la sua promessa di reprimere il crimine, il traffico di droghe illegali e la corruzione nel paese in un periodo che sarebbe andato dai tre ai sei mesi. Seppur consapevole della cattiva reputazione dei gruppi comunisti CPP/NDF, il sindaco di Davao affermò di essere apertamente un "candidato di sinistra".
Le elezioni si tennero il 9 maggio e vennero seguite con attenzione ed apprensione in tutto l'arcipelago: non mancarono le tensioni e le accuse di brogli elettorali. Oltre 54 milioni di persone furono chiamate alle urne. I primi exit poll lo diedero subito in grande vantaggio sugli altri candidati e nel giro di due giorni, i suoi rivali principali Grace Poe e Mar Roxas ammisero la loro sconfitta. Il presidente uscente Benigno Aquino III (endorser di Roxas) dichiarò apertamente di non sostenere la candidatura del sindaco, paragonando la sua scalata politica a quella di Adolf Hitler.
Il 16 maggio, in una conferenza stampa, annunciò di voler reintrodurre l'uso della pena capitale nel paese. Questa era stata annullata dall'ex Presidente Gloria Macapagal-Arroyo nel 2006. In particolare, Duterte dichiarò di voler utilizzare soltanto l'impiccagione poiché riteneva gli altri metodi come "uno spreco di risorse". Affermò inoltre di voler dare ulteriore potere alle forze dell'ordine, permettendo ai poliziotti di sparare a vista sui sospetti criminali. Nella stessa circostanza propose anche di affidare cariche di governo ad esponenti del Partito Comunista delle Filippine e del Fronte Democratico Nazionale.
Tra le altre proposte del nuovo governo Duterte vi furono l'imposizione di un coprifuoco per i minorenni, così come una legge antifumo, un divieto di alcolici nelle ore notturne ed una norma per proibire la circolazione per strada a torso nudo. Vi fu anche l'apertura alla sepoltura delle spoglie dell'ex Presidente Ferdinand Marcos al Libingan ng mga Bayani (cimitero degli eroi), argomento di dibattito tra il popolo filippino da oltre vent'anni. Lo stesso Duterte non nascose la sua ammirazione per il Presidente ilocano, definendolo come "il più brillante di tutti" e ricordando con piacere la sua abilità nell'utilizzare le forze del governo "per ottenere quello che desiderava veramente".
Il conteggio ufficiale dei voti venne effettuato come da tradizione dal Congresso, dal 25 al 27 maggio. Duterte ottenne una vittoria schiacciante, ottenendo 16.601.997 voti (quasi il 40%), mentre per la vicepresidenza (carica autonoma) trionfò a gran sorpresa la candidata liberale Leni Robredo. Le proclamazioni dei due vincitori si tennero il 30 maggio ma il sindaco non vi si presentò, dichiarando di avere altri impegni a Davao.
Duterte, che aveva vinto le elezioni presidenziali del 9 maggio 2016 con un ampio margine, si insediò alla presidenza il 30 giugno successivo.

### L'insediamento al Malacañang e la presidenza

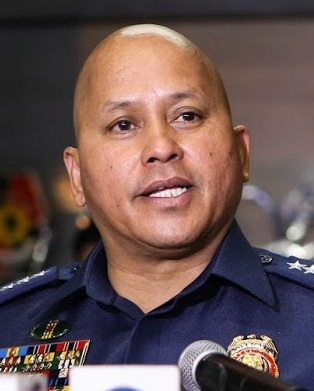
Ronald dela Rosa, agente di Polizia della città di Davao promosso a capo del PNP, tra le figure principali del governo Duterte

La transizione presidenziale incominciò il 30 maggio 2016, quando il Congresso filippino dichiarò ufficialmente Duterte Presidente eletto in quanto vincitore delle elezioni.
Il 31 maggio Duterte presentò alla stampa il gabinetto di governo composto da ex-militari, membri di precedenti amministrazioni e figure di estrema sinistra. Le scelte non furono prive di contestazioni: diversi analisti bollarono il nuovo gabinetto presidenziale come una cerchia di KKK (acronimo delle parole filippine Kabarilan, Kaklase, Kakampi, ossia "Compagni d'armi, Compagni di classe, Alleati"), similarmente a quello di Benigno Aquino III, in quanto molti dei suoi membri erano semplici amici o principali sostenitori finanziari della campagna elettorale del sindaco.
I frequenti crimini e il diffuso narcotraffico nel Paese spinsero Duterte a chiedere l'aiuto della popolazione attraverso la "giustizia fai-da-te", promettendo ricompense in denaro per coloro che avessero aiutato a catturare, vivi o morti, sospetti criminali o trafficanti di droga. L'amministrazione propose infatti di applicare una taglia sulla testa dei principali narcotrafficanti dell'arcipelago. Più tardi Ronald dela Rosa, agente di Polizia dal pugno di ferro e nominato da Duterte come prossimo capo del PNP, rivelò che i narcotrafficanti avevano a loro volta messo in palio 50 milioni di pesos a chiunque avesse assassinato o lui o il neo presidente. Già dopo l'elezione di Duterte aumentarono considerevolmente le uccisioni quotidiane di sospetti trafficanti di droga da parte della polizia filippina.
Ancor prima del suo insediamento ufficiale, Duterte diede la priorità agli accordi di pace con il Partito Comunista delle Filippine ed il Fronte Democratico Nazionale (CPP-NDF), entrambi autori di violente insurrezioni durante gli anni settanta ed ottanta. Il 14 giugno, Duterte mandò ad Oslo alcuni suoi uomini di governo per dare inizio alle trattative preliminari con i due gruppi, rappresentati dai ribelli Jose Maria Sison e Luis Jalandoni. Alcuni giorni dopo, Duterte iniziò una serie di incontri anche con il Fronte di Liberazione Islamico Moro (MILF) ed il Fronte di Liberazione Nazionale Moro (MNLF), entrambi a sostegno delle sue politiche riconcilianti e del Bangsamoro Basic Law. A gran sorpresa, Duterte aprì anche al dialogo con il gruppo terroristico Abu Sayyaf, invitando i suoi componenti a porre fine alle loro attività.
Con la sua elezione, il Presidente eletto dichiarò di voler sradicare la cosiddetta Manila imperiale con un decentramento di poteri alle periferie e di voler promuovere un nuovo metodo di governo dedito al servizio pubblico ed alla lotta contro la povertà.

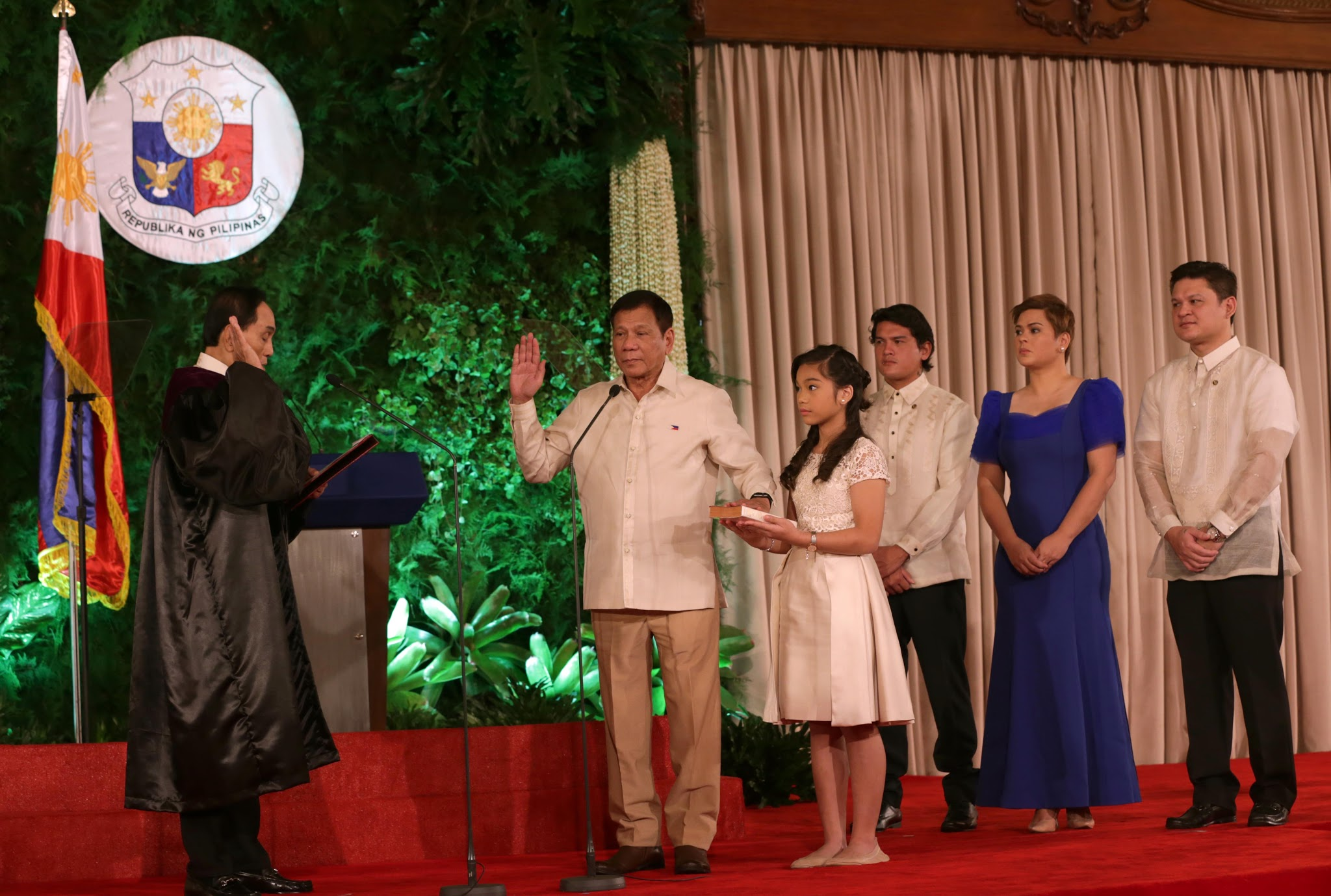
Giuramento da Presidente delle Filippine di Rodrigo Duterte il 30 giugno 2016

Il 30 giugno 2016, con una cerimonia di insediamento presso il Rizal Ceremonial Hall, sede del Palazzo di Malacañang, Duterte fu proclamato ufficialmente come 16º Presidente delle Filippine per un mandato unico di sei anni, prendendo il posto dell'uscente Benigno Aquino III. Con i suoi 71 anni al momento dell'elezione, divenne il presidente più vecchio di sempre. Fu inoltre il primo Capo di Stato a provenire da Mindanao ed il primo a non aver ricoperto alcuna carica ufficiale nazionale prima del suo insediamento. La cerimonia si tenne dinnanzi a poche centinaia di persone, al contrario delle grandi manifestazioni pubbliche avvenute per i presidenti passati. Leni Robredo, verso la quale il Capo di Stato dimostrò sin da subito una certa freddezza, tenne una cerimonia a parte nella città di Quezon: era la prima volta che le inaugurazioni del presidente e del vicepresidente venivano celebrate separatamente.
(Rodrigo Duterte, Discorso d'insediamento)
Mentre nel periodo successivo all'insediamento si verificarono numerose uccisioni di presunti stupratori, ladri e acquirenti di droga – definite "esecuzioni sommarie" dalla critica – il rapporto con Robredo andò a migliorare, con Duterte che offrì alla vicepresidente l'incarico di presidiare l'Housing and Urban Development Coordinating Council (HUDCC). La guerra alla droga del governo Duterte ricordò sotto numerosi aspetti quella precedentemente lanciata da Thaksin Shinawatra nella vicina Thailandia, con persone "giustiziate" durante raid improvvisi condotti da agenti in incognito. Ciò nonostante, Duterte assicurò che la sua campagna antidroga sarebbe stata condotta nel rispetto dei diritti umani e dello stato di diritto.
Con una linea politica nettamente distante da quella del predecessore Aquino, il 7 agosto 2016 Duterte ordinò ufficialmente il via libera per la sepoltura delle spoglie dell'ex presidente Ferdinand Marcos – la cui salma imbalsamata era conservata in una cripta refrigerata a Batac da 23 anni – al Libingan ng mga Bayani (cimitero degli eroi), come "da sua promessa durante la campagna elettorale". In merito all'opposizione degli influenti e numerosi gruppi di estrema sinistra nel paese, il Capo di Stato affermò che Marcos era qualificato per la sepoltura in quanto "ex Presidente e veterano di guerra".

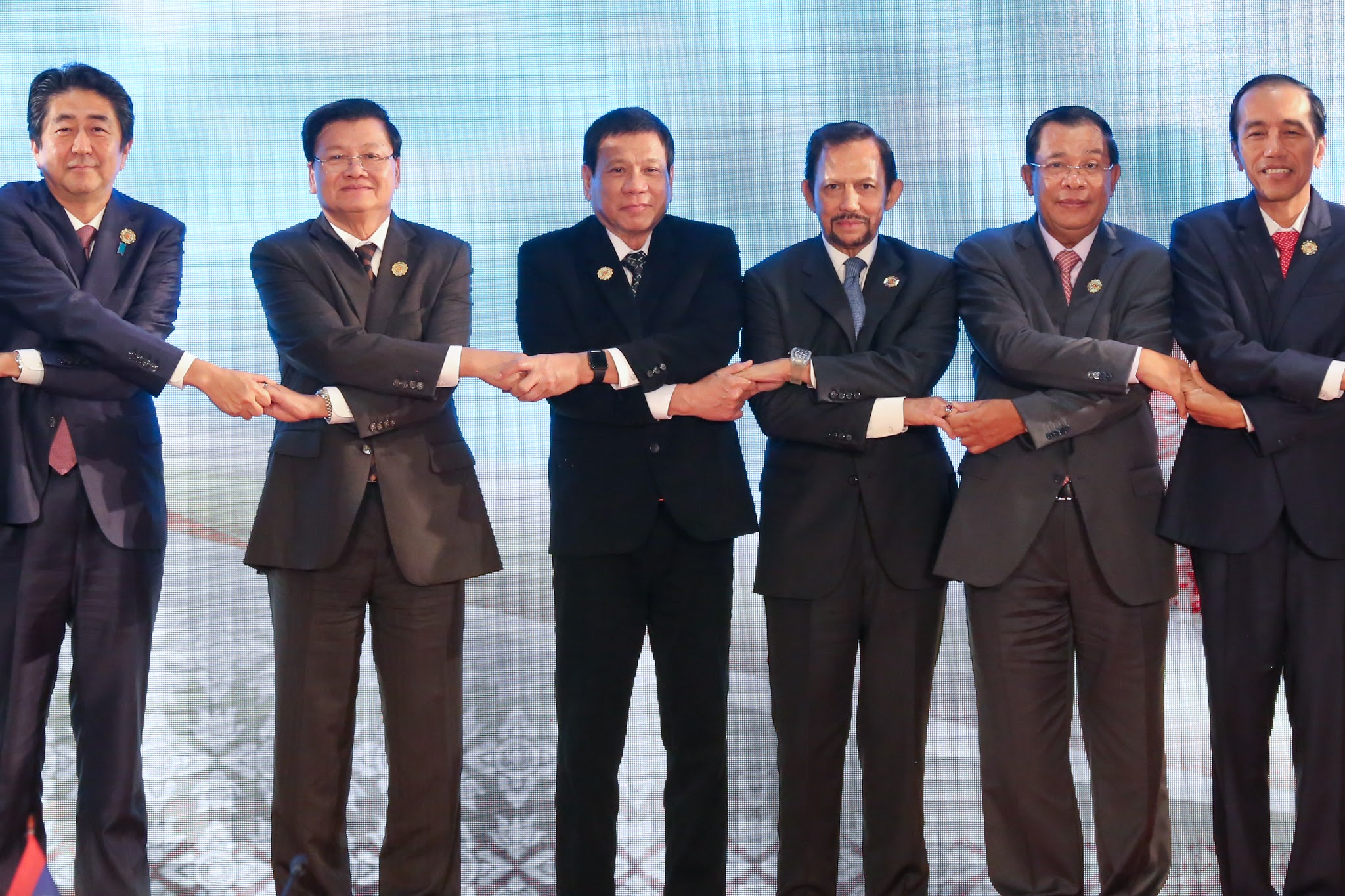
Rodrigo Duterte (centro) assieme ad altri leader asiatici durante il 28º e 29º summit dell'ASEAN.

La sanguinosa guerra alla droga fu accompagnata da un significativo aumento delle uccisioni extragiudiziarie, con oltre 1 000 omicidi, attribuibili a "giustizieri" legati ai cartelli del narcotraffico, nel giro di due mesi. Benché condannate dalla polizia stessa, tali preoccupanti cifre attirarono sul Paese attenzioni negative, come ad esempio quella delle Nazioni Unite, che attaccarono il suo programma antidroga. In precedenza il Segretario generale Ban Ki-moon aveva già accusato le Filippine di violazioni dei diritti umani. Duterte non esitò a rispondere, minacciando di lasciare l'ONU e definendola un'"istituzione stupida e inutile"; affermò che nessuno osava invece lamentarsi del "puzzo di morte in Siria", in riferimento alla guerra civile siriana, e invitò la Cina e l’Africa a creare con lui una "nuova ed efficiente istituzione transnazionale". Sottolineando che non avrebbe accettato lezioni sui diritti umani da nessuno, replicò con toni altrettanto accesi al Presidente degli Stati Uniti d'America Barack Obama, dimostratosi anch'egli perplesso in merito alla campagna anti-droga avviata dal governo filippino, invitandolo a "non sputare solamente domande e dichiarazioni e a portare rispetto". Destò scalpore anche il gesto del dito medio rivolto in diretta televisiva all'Unione europea, in risposta alla critiche sui metodi di governo del presidente. Il Capo di Stato mindanaoense difese la propria politica intransigente dai crescenti attacchi di Occidente, stampa internazionale ed élite locali affermando che un mancato intervento avrebbe messo a repentaglio non solamente l'intero arcipelago ma anche le future generazioni di filippini.
Per ovviare al problema della sovrappopolazione e dell'elevato tasso di maternità tra le adolescenti, nel gennaio 2017 Duterte ha firmato una legge sul controllo delle nascite. A tale scopo il governo ha avviato una campagna di sensibilizzazione all'utilizzo del profilattico e distribuito preservativi gratuiti alle famiglie considerate più povere.

#### La politica interna
(Duterte in un discorso rivolto alle Forze armate filippine, 26 luglio 2016.)
Tra le priorità del governo Duterte vi furono i negoziati di pace con i gruppi ribelli e comunisti del paese.
Il 25 luglio 2016, nel corso del suo primo discorso sullo stato della Nazione (State of the Nation Address o SONA) pronunciato davanti al Congresso, dichiarò un cessate il fuoco unilaterale con i gruppi comunisti CPP/NPA/NDF. L'offerta di pace fu accolta dai gruppi citati, i quali si dichiararono reciprocamente disponibili a stipulare una tregua. Il giorno dopo, in un discorso alle Forze armate filippine, Duterte invitò comunque i militari a rimanere pronti allo scontro in caso di fallimento delle trattative di pace. Nella stessa circostanza invitò i gruppi MILF ed MNLF a tagliare i loro rapporti con il gruppo terroristico Abu Sayyaf, per poter continuare il loro dialogo. Tuttavia, la tregua durò solamente cinque giorni per via di un attacco a sorpresa dei gruppi comunisti alle forze militari, che esortò Duterte a riaprire nuovamente la guerra al CPP-NPA il 30 luglio. I negoziati di pace ricominciarono ad Oslo un mese dopo salvo poi interrompersi nuovamente a causa di ripetuti attacchi di milizie comuniste nei confronti delle forze del governo. Il rapporto turbolento fra Duterte e i gruppi di sinistra, caratterizzato da periodi di apertura ad altri di conflitto, ha portato questi ultimi a ritirare il proprio sostegno nei confronti dell'amministrazione e a dichiararsi come "dissidenti" a partire dal 2017.
A seguito di una serie di decapitazioni perpetrate dal gruppo terroristico islamista Abu Sayyaf, nell'agosto 2016 Duterte ha annunciato un'offensiva militare contro l'organizzazione paramilitare.

##### Riforme sociali
Rodrigo Duterte si impegna per la trasparenza delle autorità pubbliche delle Filippine firmando un decreto che consente a tutti i cittadini di accedere agli archivi governativi. La sua decisione è stata accolta con favore dall'industria dell'informazione. Nel gennaio 2017, la sua proposta di mettere gratuitamente a disposizione delle donne economicamente svantaggiate la pillola contraccettiva è stata accolta con favore dai gruppi per i diritti delle donne.
Le università pubbliche sono rese liberamente accessibili e si sta costruendo un sistema di copertura sanitaria per consentire ai più poveri di beneficiare dell'assistenza sanitaria di base e di ottenere gratuitamente alcuni farmaci. I contratti di lavoro a breve termine sono limitati per ridurre la precarietà dei lavoratori interessati e le pensioni sono aumentate.

##### Politica ambientale
Sotto la guida della ministra dell'Ambiente Regina Lopez, le attività minerarie a cielo aperto sono vietate e più della metà delle miniere sono chiuse. Questa politica è stata messa a confronto con la lobby mineraria, che ha ottenuto il licenziamento da parte del Parlamento, nonostante il sostegno a suo favore per Duterte, 10 mesi dopo la sua nomina al governo.
Per quanto riguarda il suo conflitto con l'industria mineraria, Rodrigo Duterte afferma che "la protezione dell'ambiente è una priorità più alta rispetto alle attività minerarie e ad altre attività che causano grandi danni". Avverte inoltre di significativi aumenti fiscali per le imprese che sfruttano le risorse in aree protette.

#### La politica estera

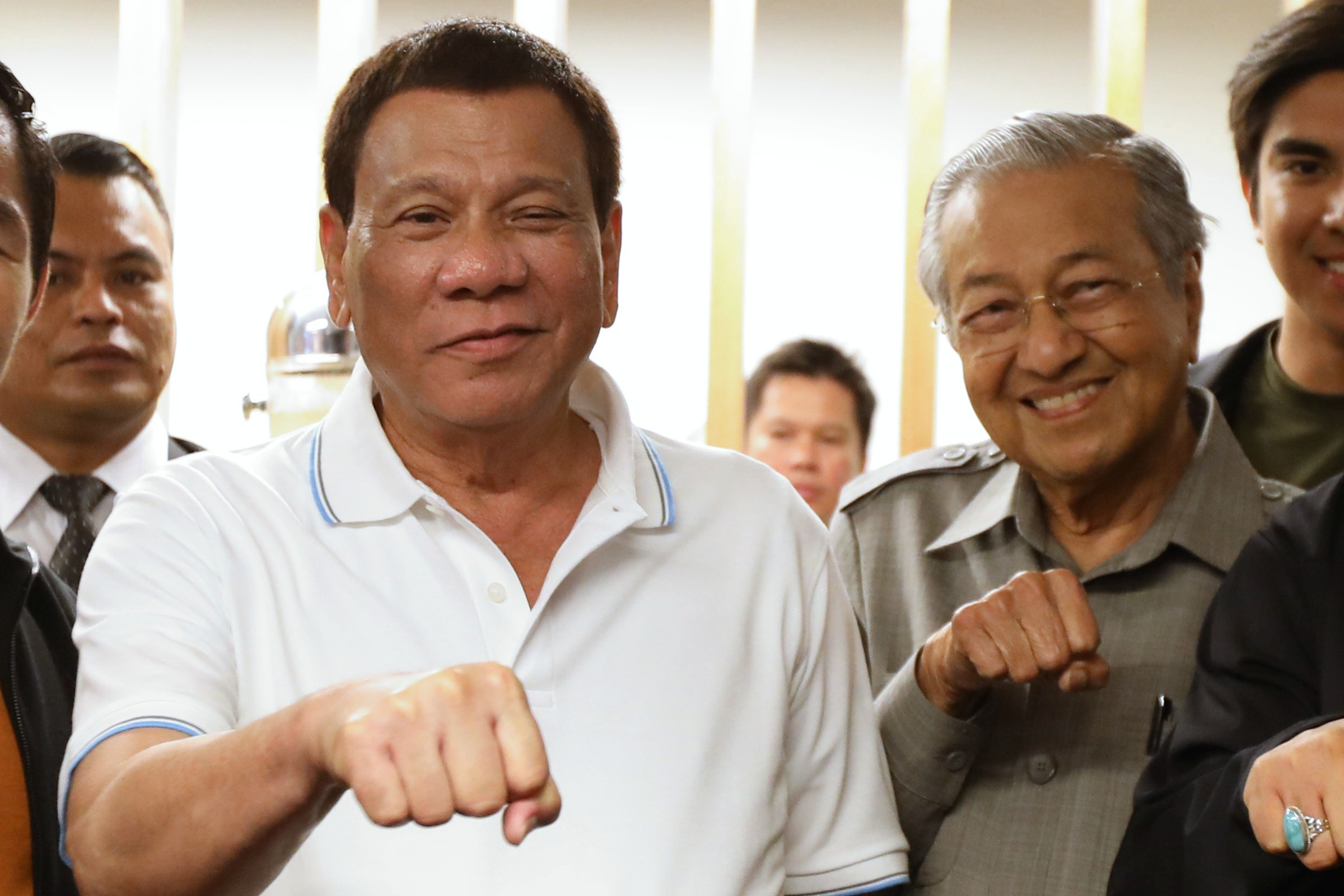
Duterte con il Primo ministro della Malaysia Mahathir Mohamad nel 2018

##### Stati Uniti
Mentre la precedente amministrazione di Aquino si distinse per le sue posizioni filo-statunitensi, Duterte precisò sin da subito che non sarebbe stato "dipendente" dagli Stati Uniti d'America ma che avrebbe guidato il Paese nell'interesse dei suoi cittadini. Similmente al venezuelano Hugo Chávez, il Capo di Stato mindanaoense si rivelò fortemente opposto a ciò che definì come imperialismo statunitense. Già all'inizio del suo mandato accusò apertamente gli Stati Uniti ed il Regno Unito di essere i principali responsabili della diffusione del terrorismo nel Medio Oriente, incolpandoli di "aver seminato il caos in territori una volta pacifici e sviluppati quali Iraq, Libia, Yemen e Siria". Sotto questo aspetto, dichiarò che lo Stato Islamico non era nient'altro che "prodotto della disperazione" e che tale gruppo "non si sarebbe proliferato se figure influenti come Saddam Hussein e Muʿammar Gheddafi fossero state ancora in vita". Il Presidente filippino definì ad esempio la guerra in Iraq come "inutile" e collegò la crisi in Medio Oriente con l'insurrezione dei movimenti musulmani nelle isole meridionali dell’arcipelago. In più di un'occasione espresse pubblicamente il suo sdegno nei confronti dell'ambasciatore americano a Manila Philip Goldberg, il quale definì "gay" e accusò di "spropositata intromissione negli affari interni del Paese": tale commento fu inteso come un gravissimo insulto e portò Washington a chiedere spiegazioni al governo filippino. Duterte rifiutò fermamente di presentare le proprie scuse. Gli screzi continuarono e più tardi Duterte affermò che gli Stati Uniti non avevano ancora chiesto scusa per il loro trattamento nei confronti dei filippini durante il periodo coloniale e per aver decimato la popolazione islamica dei Moro agli inizi del XX secolo. Precisando che la presenza statunitense avrebbe solamente peggiorato la situazione a Mindanao senza "mai portare la pace", ordinò ai membri delle forze speciali americane di abbandonare la regione. Duterte motivò tale atteggiamento riferendo della volontà delle Filippine di portare avanti una politica estera indipendente.

##### Cina e Russia
Tra i punti centrali della sua agenda politica vi è stato anche il rafforzamento delle relazioni bilaterali con Cina e Russia. Mentre il rapporto con Pechino era andato a deteriorarsi nel corso del precedente governo, l'amministrazione Duterte ha sin da subito imposto un approccio accomodante nei confronti dello Stato asiatico e aperto al dialogo sulla questione del Mar Cinese Meridionale: malgrado l'intervento dell'Organizzazione delle Nazioni Unite, prima dell'avvento di Duterte la sovranità del territorio aveva portato i due paesi a ripetuti scontri diplomatici. A tal proposito, Duterte ha affermato di prediligere il dialogo bilaterale all'imposizione della sentenza della Corte permanente di arbitrato, alla quale si era rivolto Benigno Aquino III e che nel luglio 2016 aveva accolto le richieste di Manila. Il riallineamento alla Cina ha favorito una serie di prestiti e investimenti da parte di Pechino, volti a finanziare lo sviluppo di infrastrutture nelle Filippine.
Altrettanto amichevole si è rivelato l'approccio nei confronti della Russia. Duterte si è impegnato a tenere un incontro di vertice con Vladimir Putin ed ha annunciato l'acquisto di armamenti dalla Russia per combattere il terrorismo locale e il traffico di droga.

##### Altri interventi
L'inasprimento dei rapporti con le Nazioni Unite ha portato Duterte ad annunciare, nel marzo 2018, il ritiro delle Filippine dalla Corte penale internazionale con effetto immediato, come protesta all'apertura di un'inchiesta riguardo presunti crimini contro l'umanità commessi dalle autorità filippine durante la "guerra alla droga".
A seguito dell'omicidio della colf Joanna Demafelis in Kuwait, ha varato un bando, prima temporaneo e poi reso permanente, all'emigrazione di lavoratori filippini verso il paese del Golfo. Lo scontro diplomatico fra i due Stati, culminato nell'espulsione di un ambasciatore filippino e nell'arresto di altri tre, si è risolto con la firma di un patto per regolamentare i collaboratori domestici filippini, con conseguente revoca del bando da parte di Duterte.

## Critiche ed aspetti controversi
Spesso durante la sua amministrazione ha fatto utilizzo di toni violenti e politicamente scorretti, arrivando anche ad attaccare diverse personalità di rilievo, tra le quali si ricordano Papa Francesco, Barack Obama, John Kerry e César Gaviria. A tal proposito, l'inviato speciale dell'ONU Lauro Baja ha dichiarato che Duterte aveva bisogno di "insegnamenti nell'arte della diplomazia", mentre il commissario delle Nazioni Unite Zeid bin Ra'ad Al Hussein ha affermato che gli serviva una "perizia psichiatrica".
Nel settembre 2016 si è definito l'"Hitler delle Filippine", paragonando la campagna filippina contro la droga all'Olocausto avvenuto nel XX secolo. Più tardi il presidente filippino ha posto le sue scuse, dopo che le sue affermazioni avevano scatenato le reazioni indignate e sconcertate di varie comunità ebraiche di tutto il mondo.
Arresto
Nel 2018, la Corte penale internazionale ha aperto un'inchiesta sui crimini contro l'umanità che sarebbero stati compiuti durante l'esercizio dei suoi mandati elettivi, spiccando un mandato di cattura: esso è stato eseguito a Manila l'11 marzo 2025, comportando l'immediato trasferimento dell'imputato all'Aja il giorno dopo.

### Gli squadroni della morte di Davao
Prima del suo avvento nella città di Davao, quest'ultima era nota come una delle zone più pericolose dell'intera Nazione. Duterte, soprannominato il Castigatore dalla rivista Time Magazine, è stato criticato dalla Commissione dei Diritti Umani delle Filippine e da Amnesty International per aver tollerato numerose uccisioni extragiudiziarie effettuate presumibilmente dagli squadroni della morte di Davao (noti localmente come Davao Death Squads oppure DDS) nei confronti di sospetti criminali. Oltretutto, durante il suo mandato egli ha più volte incitato all'utilizzo della forza per mantenere l’ordine pubblico. Proprio per questo motivo, i suoi detrattori lo hanno accusato di aver utilizzato eccessiva violenza nel risolvere i problemi di ordine pubblico. Nell'aprile 2009, un rapporto del Consiglio dei Diritti Umani delle Nazioni Unite ha dichiarato su di lui: "Il Sindaco di Davao non ha fatto nulla per prevenire queste uccisioni, e i suoi commenti in pubblico ci suggeriscono che egli, di fatto, ne sia a sostegno."
L'organizzazione non governativa Human Rights Watch lo ha invitato più volte ad eliminare gli squadroni della morte di Davao dalla città. Secondo un rapporto dell'istituzione, nel biennio 2001-2002 Duterte ha annunciato via televisione e radio una lista di sospetti criminali, alcuni dei quali sono stati giustiziati poco tempo dopo. Nel luglio 2005, in un vertice anti-criminalità presso il Manila Hotel, hanno creato scalpore le sue parole: «L'esecuzione sommaria di criminali rimane il modo più efficace per schiacciare rapimenti e traffici di droghe illegali».
Sia prima sia durante la sua presidenza ha ammesso di aver ucciso personalmente dei sospetti criminali quando era sindaco della città di Davao, con lo scopo di "dimostrare alla polizia l'efficacia dei metodi brutali nella lotta alla droga". Tali affermazioni hanno attratto le critiche da parte di gruppi per la difesa dei diritti umani ed hanno prodotto richieste di chiarimento dalle Nazioni Unite.

### Gli attacchi alla Chiesa

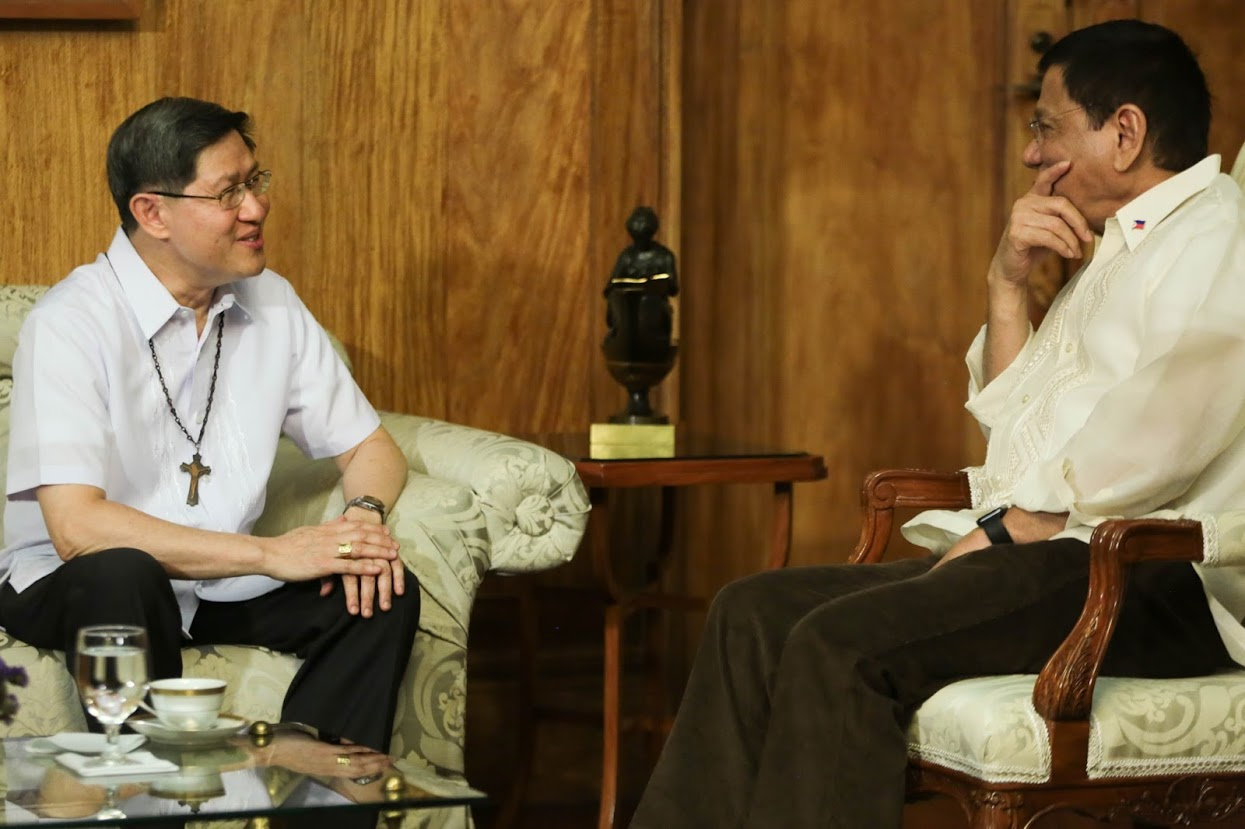
Duterte e l'arcivescovo metropolita di Manila Luis Antonio Tagle

A differenza dei politici tradizionali, Duterte si è contraddistinto per le sue posizioni apertamente anticlericali, opponendosi alla forte influenza della Chiesa e promuovendo iniziative come il controllo delle nascite e la difesa dei diritti LGBT nel paese. Sin dall'inizio della sua campagna presidenziale, Duterte e la Chiesa filippina, avente grande peso nella vita pubblica del Paese, hanno avuto un rapporto molto conflittuale. Nel 2015, in piena campagna elettorale, a suo dire sarebbe stato tra gli studenti vittime di abusi sessuali da parte di un prete dell'Università Ateneo de Davao, alla fine degli anni 1950. Dopo essere stato invitato dai funzionari dell'Ateneo e dalla Conferenza Episcopale delle Filippine (CBCP) a identificare il prete e a presentare una denuncia, Duterte rivelò che si trattava di un certo padre Mark Falvey (deceduto nel 1975). La Compagnia di Gesù filippina confermò come Falvey avesse già presumibilmente abusato di almeno nove persone a Los Angeles tra il 1959 ed il 1975. Le accuse nei confronti di Falvey emersero solamente nel 2002 ed il prete non fu mai punito nel corso della sua vita. Tuttavia, l'effettiva presenza di padre Falvey all'Ateneo de Davao non fu mai confermata.
Ha inoltre definito la Chiesa cattolica come "l'istituzione più ipocrita del mondo" e ha accusato alcuni vescovi di aver chiesto favori a politici, fra cui lui stesso. Il Consiglio pastorale per il voto responsabile (PPCRV) ha replicato a sua volta definendo Duterte come un "moderno Pol Pot".

### Il rapporto con i media
Le Filippine sono note come uno dei paesi dove la categoria dei giornalisti è più a rischio. Nel giugno 2016 Duterte ha affermato di ritenere giusti gli assassini dei cronisti corrotti, in quanto a suo parere "se lo meritano":
Forti sono state le contestazioni contro queste parole, soprattutto da parte delle associazioni per la libertà di stampa. Tale dichiarazione ha causato lo sdegno dell'Unione nazionale dei giornalisti filippini (in tagalog: Kapisanan ng mga Brodkaster ng Pilipinas), che ha definito le sue parole come un'istigazione all'omicidio. Non è mancato l'intervento delle Nazioni Unite, che hanno invitato il politico a porre fine "all'istigazione della violenza". Ciò nonostante, Duterte si è fermamente rifiutato di presentare le sue scuse, ed ha pregato a sua volta gli addetti dell'ONU di "cucirsi la bocca".

### Le "liste nere" di Duterte
La lotta antidroga del governo Duterte si contraddistinse anche per gli annunci in diretta televisiva di liste contenenti nomi di personalità pubbliche – tra cui politici, magistrati, poliziotti e anche militari – accusate di essere in combutta con i principali narcotrafficanti filippini. Queste liste, che non includevano prove concrete dell'effettivo legame con i narcotrafficanti, erano fornite al Capo di Stato dai suoi più stretti collaboratori. Nell'agosto 2016, Duterte annunciò in diretta televisiva una lista di proscrizione, contenente i nomi di 150 presunti protettori della droga, ed ordinò il loro immediato sollevamento dall'incarico. Il presidente della Corte Suprema Maria Lourdes Sereno rispose duramente a tale gesto, affermando che la disciplina dei giudici non spettava al presidente ma al tribunale, e che doveva prevalere il governo della legge. Duterte invitò la Sereno e la Corte suprema a non intromettersi nella sua campagna contro la droga, minacciando di reintrodurre la legge marziale, salvo poi ritirare le sue affermazioni e chiedere scusa alla chief justice. La vicepresidente Leni Robredo e la senatrice Leila de Lima, entrambe del Partito Liberale, condannarono apertamente la guerra alla droga e l'inaccuratezza delle liste. Senza inizialmente identificarla, il 17 agosto Duterte accusò a sua volta la De Lima di "adulterio ed immoralità" e di aver protetto i signori della droga detenuti nella Nuova Prigione di Bilibid (carcere di massima sicurezza divenuto noto centro di contrabbando) durante il suo periodo da Ministro della giustizia. Il presidente dichiarò di avere prove concrete a supporto delle sue accuse contro la De Lima: gli screzi con la senatrice culminarono nell'arresto di quest'ultima nel febbraio 2017, con l'accusa di estorsione nei confronti di narcotrafficanti.